# Hladový buk u Dětřichovce
Hladový buk u Dětřichovce je památný strom buku lesního (Fagus sylvatica) rostoucí v lese u vesnice Dětřichovec, součásti Jindřichovic pod Smrkem, ve Frýdlantském výběžku na severu České republiky. Výška stromu dosahuje 32 metrů a obvod jeho kmene činí 532 centimetrů. K vyhlášení ochrany nad stromem došlo na základě rozhodnutí městského úřadu v Novém Městě pod Smrkem ze dne 24. srpna 1995, jenž nabyl účinnosti 14. září 1995. Název stromu pravděpodobně odkazuje na využití jeho plodů (bukvic) při obživě zdejšího obyvatelstva v dobách neúrody a hladu. Opražené bukvice se přidávaly do pečiva nebo sloužily k nahrazení kávy.
Strom má svalcovitý kmen a mohutné kořenové náběhy. Některé z jeho větví dosahují až k zemi. Jeho koruna je rozsochatá a bohatě členěná. Někdy je tento jedinec označován jménem „Oslí buk“. To odkazovalo na sedmiletou válku, která probíhala v letech 1756 až 1763. Během ní roku 1758 v krvavém zápase zabil rakouský husar dva pruské kavaleristy. Tuto událost připomínal kříž, jenž na buku visíval. Pravděpodobně se však jedná o omyl, neboť Oslí buk je jiný památný strom, jenž se nachází nedaleko odtud, jihozápadně od Dětřichovce na lesním rozcestí pod Andělským vrchem při silničce do Nového Města pod Smrkem.